# SC Laa/Thaya
Der SC Laa (Langname: „Sportclub Laa an der Thaya“) ist ein Fußballverein in der niederösterreichischen Stadt Laa an der Thaya im Bezirk Mistelbach. Der Verein gehört dem Niederösterreichischen Fußballverband (NÖFV) an und spielt in der Saison 2024/25 in der Gebietsliga Nord/Nordwest. Der Sportclub trägt seine Spiele am Sportplatz Laa an der Thaya aus, der rund 1500 Zuschauern Platz bietet.

## Geschichte
In der Saison 1977/78 sicherte sich der Verein den Meistertitel in der Landesliga Niederösterreich und den damit verbundenen Aufstieg in die Regionalliga Ost, in welcher man 2 Saisonen lang vertreten war.
In der Spielzeit 1978/79 nahm der Sportclub auch an der 45. Auflage des ÖFB-Cup teil, scheiterte jedoch bereits in der 1. Runde knapp mit 2:3 n. V. am SC Neusiedl am See.

## Bekannte Spieler und Trainer
- Michael Zechner
- Miroslav Baranek

## Erfolge
- ÖFB-Cup:
  - 1 Teilnahme: 1978/79
- Regionalliga Ost
  - 2 Teilnahmen: 1978/79, 1979/80
- Landesliga Niederösterreich:
  - 1 × Meister: 1978